# Die Mutter – The Mother
Die Mutter – The Mother ist ein Spielfilm des britischen Regisseurs Roger Michell aus dem Jahr 2003. Das Drama basiert auf einem Original-Drehbuch von Hanif Kureishi und wurde von den Filmstudios BBC Films, Free Range Films und Renaissance Films produziert. Das Werk wird allgemein dem Independentfilm zugeordnet.

## Handlung
May und der pflegebedürftige Toots, ein Rentnerehepaar aus dem Norden Englands, fahren mit dem Zug nach Süden, um ihre in London lebenden Kinder zu besuchen. Die beiden Vorstädter werden von den Eindrücken der Millionenmetropole fast erschlagen und finden nur mit großer Mühe nach Notting Hill und zum Haus ihres Sohnes Bobby, eines scheinbar erfolgreichen Geschäftsmannes. Das erste Wiedersehen verläuft enttäuschend – das Haus wird gerade um einen Wintergarten erweitert und Bobby und seine Ehefrau Helen, die gerade eine Boutique für teure Produkte aus Kaschmirwolle eröffnet hat, sind von ihrer Arbeit so sehr eingespannt, dass sie für ihre Kinder ein Aupair-Mädchen aufgenommen haben und May und Toots nur kurz begrüßen können. Die Enkelkinder wissen mit dem älteren Ehepaar nichts anzufangen und müssen von ihren Eltern darauf aufmerksam gemacht werden, dass es sich um die mit Geschenken beladenen Großeltern handelt. Kurze Zeit später findet in der Wohnung von Tochter Paula, einer Lehrerin und einer Hobby-Schriftstellerin, ein gemeinsames Essen statt. Dem idyllischen Fest im Kreise der Familie folgt jedoch wenige Stunden später Ernüchterung. In der Nacht erleidet Toots einen Herzanfall, an dem er verstirbt.
May, die kurze Zeit später von Bobby zurück in ihr Zuhause in den Norden gebracht wird, schafft es nicht, allein in dem nun leeren Haus zu bleiben. Zu groß für sie ist die Angst, wie eine der einsamen und alten Witwen in ihrer Nachbarschaft zu enden. Zum Ärger ihrer Schwiegertochter Helen kehrt May mit Bobby nach London zurück und richtet sich in dem Haus ihres Sohnes ein. Bei einem ersten Spaziergang durch London irrt May orientierungslos durch die Straßen der britischen Hauptstadt und findet erst nach zahlreichen Befragungen von Passanten die Wohnung von Paula wieder. Verängstigt, aber gleichzeitig belebt durch das Geschehnis, findet May Trost bei ihrer Tochter, die sie schon bald stundenweise mit der Betreuung ihres Sohnes beauftragt. Als Paula eines Abends spät mit ihrem Freund nach Hause kommt, beobachtet May die beiden durch einen Türspalt beim gemeinsamen Sex, um kurz darauf Zeugin eines Streits zu werden. Von einem Fenster aus erkennt May den Liebhaber ihrer Tochter, bei dem es sich um Darren handelt, einen Freund Bobbys, der den Wintergarten errichtet. Sie wundert sich, warum Paula eine so schlechte Wahl getroffen hat.
In den nächsten Tagen erfährt May von ihrem Enkel, dass die labile Paula einen Psychiater aufsucht. Als sie daraufhin ihre Tochter auf das Thema anspricht, sieht sich May mit Schuldzuweisungen konfrontiert. Paula beschwert sich bei ihr über das ungerechte Leben als allein erziehende Mutter und ist neidisch auf das beschauliche und einfache Leben Mays, das sie als Hausfrau und Mutter geführt hätte. May entgegnet Paula, dass sie während ihrer Ehe unglücklich war, doch das interessiert ihre Tochter nicht. Sie ist geradezu besessen von dem Gedanken, eine ordentliche Beziehung mit Darren zu führen, der unglücklich verheiratet und Vater eines behinderten Kindes ist. May lässt sich von Paula überreden, Darren bei seiner Arbeit in Gespräche zu verwickeln und so mehr über seine Wünsche zu erfahren, doch das erste Gespräch fördert keine brauchbaren Informationen zutage. Auf Drängen Mays fällt Paula den Entschluss, dass es besser ist, sich von Darren noch am folgenden Tag zu trennen.
Während Paula scheinbar mit dem Kapitel Darren abgeschlossen hat, sucht May Kontakt zu dem attraktiven Handwerker, während der weiter den Wintergarten ihres Sohnes ausbaut. May bringt ihm ein Croissant aus einem Café mit und es entwickelt sich in einer langen Unterhaltung eine innige Freundschaft zwischen den beiden. Sie genießen die Kameradschaft des anderen und Darren lädt sie auf einen Ausflug an der Themse ein. Es folgen ein gemeinsamer Imbiss und der Besuch eines alten Friedhofs, wo sie das Grab des Malers William Hogarth (1697–1764) besichtigen. Etwas angetrunken stolpert May auf dem Rückweg, Darren fängt sie auf, worauf sich die Rentnerin zu einem hastigen Kuss hinreißen lässt. May ist der Vorfall peinlich; sie entschuldigt sich und gibt an, sie wäre es nicht gewohnt, zum Mittagessen zu trinken. Bei Paula beginnt May kurz darauf eine attraktivere Garderobe anzulegen und wird von ihrer Tochter zu einem Treffen ihrer Schreibgruppe mitgenommen. May verfasst dort ein sehr persönliches Essay über ihre Fehler als Mutter und macht die Bekanntschaft des gleichaltrigen Rentners Bruce, mit dem Paula May zu verkuppeln plant. May lehnt jedoch ein Treffen mit Bruce höflich ab.
Beflügelt von dem Besuch einer Kunstausstellung schenkt May Darren ein Buch über klassische Malerei. Darren, der ebenso von Kunst fasziniert ist wie May, ist gerührt von dem Geschenk und sie vertiefen sich in lange Unterhaltungen, in denen May anfängerhaft mit Papier und Bleistift den attraktiven Handwerker bei seiner Arbeit porträtiert. May berichtet Darren von ihrer Ehe, unter anderem davon, dass sie wegen ihres Ehemannes verzichtete, einen Freundeskreis aufzubauen und eine heimliche Affäre zu einem Antiquitätenhändler unterhielt, mit dem sie plante, fortzugehen. Es kommt zum ersten gemeinsamen Sex, als May Darren bittet, mit ihr nach oben ins Zimmer zu gehen. Erneut treffen sie sich in Bobbys Haus zum gemeinsamen Schäferstündchen und May bietet Darren an, ihm den Wunsch einer Reise weit weg von seinem problematischen Leben in London zu erfüllen, möglicherweise auch mit ihr gemeinsam. Schon kurz nachdem sie den Gedanken ausgesprochen hat, schämt sie sich dessen, doch Darren ist ernsthaft am überlegen, das Angebot anzunehmen.
Die Affäre kommt ans Licht, als Paula ihren Bruder in seinem Haus aufsucht. Bobby eröffnet ihr, dass die Geschäfte schlecht laufen, was unter anderem auch auf die gerade eröffnete Boutique seiner Ehefrau zurückzuführen ist. Schwarze Zahlen will er wieder mit dem Verkauf seines Eigenheimes erwirtschaften, das durch Darrens Wintergarten zusätzlich Gewinn abwerfen wird. Während des Gesprächs blättert Paula gelangweilt im Zeichenblock ihrer Mutter und entdeckt Skizzen von Darren, die ihn und May in erotischen Posen zeigen. Geschockt und angeekelt von dieser Vorstellung, versucht Bobby, seine Schwester zu beruhigen und die Kritzeleien als Hirngespinste ihrer Mutter abzutun, doch Paula ist fest davon überzeugt, dass May ein Verhältnis mit ihrem Geliebten habe. Paula beginnt jedoch nicht ihre Mitwisserschaft preiszugeben, sondern forciert die Verkupplungsversuche mit Bruce nur noch mehr, um May mit ihrer Beziehung zu Darren eifersüchtig zu machen. Nach einem gemeinsamen Essen und dem Besuch einer Disco entscheidet sich May, eine Nacht mit Bruce zu verbringen, doch das sexuelle Abenteuer wird zur Farce. Kurze Zeit später kommt es auch zum Bruch mit Darren und ihrer Familie. Darren, dem Alkohol und leichten Drogen sehr zugetan und wütend über die Tatsache, dass Bobby ihm den geplanten Verkauf des Hauses verschwieg, kann sich mit der Rolle eines Mannes, der immer nur von den Frauen ausgenommen wird, nicht abfinden. Er verspottet May, als sie ihn mit gekauften Flugtickets überrascht und demoliert den fast fertigen Wintergarten. Bobby bietet seiner Mutter an, ihr einen Psychiater zu besorgen. Paula, die in einem Anfall von Hysterie ihre gesamten literarischen Werke verbrennt, konfrontiert May mit ihrem Wissen über die Affäre. Paula sucht ein Ventil für ihre Wut und bittet ihre Mutter um den letzten Gefallen, an ihr körperliche Gewalt auszuüben, was May gewährt. Mit einem Veilchen am Auge verabschiedet sich May am nächsten Tag von jedem Familienmitglied, doch ihre Abreise wird nur am Rande wahrgenommen. Angekommen in der leeren Doppelhaushälfte, beginnt May schon bald für eine Urlaubsreise zu packen und den tristen Alltag hinter sich zu lassen.

## Entstehungsgeschichte
Der Film basiert auf einem Original-Drehbuch des pakistanisch-britischen Drehbuchautors und Schriftstellers Hanif Kureishi, der sich unter anderem auch für die Skripte von Stephen Frears’ Mein wunderbarer Waschsalon (1985) und Patrice Chéreaus Intimacy (2001) verantwortlich zeigte. Das Drehbuch zu Die Mutter – The Mother wurde durch die Krankheit seines Vaters sowie durch seine Mutter inspiriert. Als Kureishi eines Tages mit seiner Mutter ein indisches Restaurant besuchte und die 75-Jährige einen indischen Kellner für seine reizenden Hände lobte, entgegnete Kureishi ein „Das war aber ganz schön frivol, Mum.“. Doch Kureishi sah, dass seine Mutter in diesem Moment aufblühte und er stellte sie sich als junge Frau vor, was den Beginn zur Arbeit an Die Mutter – The Mother bedeutete. Die Regie übernahm der Brite Roger Michell, der zuvor bei der Liebeskomödie Notting Hill (1999) und dem von der Kritik verhalten aufgenommenen Drama Spurwechsel (2002) Regie geführt hatte. Für die Hauptrolle wurde die britische Schauspielerin Anne Reid verpflichtet, die vor allem in England für ihre TV-Arbeit bekannt ist. Roger Michell sah sie in dem Theaterstück The York Realist am renommierten Royal Court Theatre in London und entschied sich sofort sie für die Hauptrolle zu verpflichten. In der Nebenrolle als Objekt der Begierde agiert der britische Schauspieler Daniel Craig, der zwei Jahre später als Nachfolger des James-Bond-Darstellers Pierce Brosnan weltweite Aufmerksamkeit erringen sollte.
Die Dreharbeiten begannen im Juni 2002 und wurden einen Monat später im Juli abgeschlossen. Gedreht wurde auf einem eingegrenzten Gebiet um Shepherd’s Bush Green im Westen Londons, was unter anderem auch den Piccadilly Circus und das London Eye miteinschlossen, sowie die Goldhawk Road Station.

## Rezeption
Das Drama feierte seine Premiere am 16. März 2003 auf den Filmfestspielen von Cannes. Nachdem der Film unter anderem auf dem Toronto International Film Festival (7. September) und den französischen Dinard Festival of British Cinema (3. Oktober) und Cinessonne Film Festival (9. Oktober) gezeigt wurde, startete Die Mutter – The Mother offiziell am 9. Oktober 2003 in den deutschen Kinos. Der britische und der US-amerikanische Kinostart erfolgte am 14. November 2003 bzw. 28. Mai 2004. Der ungefähr 1,5 Millionen Britische Pfund (ungefähr 2 Millionen Euro) teure Film konnte in den USA bis zum 7. November 2004 einen Brutto-Gewinn von 1 Million US-Dollar erzielen. Zwar galt Roger Michells Film nicht als finanziell erfolgreich, aber als großer Liebling der Kritiker, die Die Mutter – The Mother mit Werken von Mike Leigh und Ken Loach verglichen. Neben Michells Inszenierung und dem brisanten Filmskript wurden vor allem die Darstellerleistungen gelobt, allen voran Hauptdarstellerin Anne Reid, der nach ihrer jahrzehntelangen Arbeit im britischen Fernsehen auch der Erfolg im internationalen Kino nicht verwehrt blieb. Vereinzelt wurde ihr Porträt der verwitweten May mit den Leistungen von Katharine Hepburn in David Leans Traum meines Lebens (1955) und Brigitte Mira in Rainer Werner Fassbinders Angst essen Seele auf (1974) verglichen.

## Kritiken
- „Einer der emotional berührendsten Filme der diesjährigen Quinzaine mauserte sich zum Geheimtipp in Cannes.“ (Blickpunkt: Film)
- „Michell bewegt sich vielmehr … auf den Spuren eines Ken Loach – nur daß an die Stelle absoluter Mitleidlosigkeit bei aller Lakonik eine gewisse Verbindlichkeit tritt, die dem Zuschauer noch Ausflüchte offenhält, wo Loach ihn längst fest an der Kandare hielte.“ (Frankfurter Allgemeine Zeitung)
- „Anne Reid spielt die Hauptrolle in diesem außergewöhnlich klarsichtigen Drama, als eine kürzlich verwitwete Großmutter, die eine Affäre mit dem gutaussehenden, unglücklich verheirateten Freund ihrer Tochter eingeht.“ (New York Times)
- „(Michell) zeigt, was mit kleinem Budget, einem brillanten Skript und einer Schauspielriege, die selten einen falschen Schritt macht, erreicht werden kann.“ (San Francisco Chronicle)
- „Der Film fesselt.“ (Süddeutsche Zeitung)
- „Der Mix aus 'ungehöriger' Lovestory und entlarvender Gesellschaftsstudie besticht durch präzise Personenzeichnung, beißende Ironie und glaubwürdige Darsteller. Ein ätzendes Brit-Pic in der Tradition von Ken Loach und Mike Leigh.“ (VideoWoche)

## Auszeichnungen
Vielfach für Filmpreise nominiert wurde Hauptdarstellerin Anne Reid. Ihre Schauspielleistung wurde bei den London Critics Circle Film Awards preisgekrönt, weitere Nominierungen folgten für den British Academy Film Award, den Europäischen Filmpreis, den British Independent Film Award und den US-amerikanischen Chlotrudis Award. Daniel Craig wurde 2004 ebenfalls für einen Europäischen Filmpreis nominiert, während der Film selbst unter anderem im Wettbewerb des Cinemanila International Film Festivals und Internationalen Filmfestivals Shanghai vertreten war.
British Academy Film Awards 2004
- nominiert in der Kategorie Beste Hauptdarstellerin (Anne Reid)

British Independent Film Awards 2004
- nominiert in der Kategorie Beste Hauptdarstellerin (Anne Reid)

Chlotrudis Awards 2005
- nominiert in der Kategorie Beste Hauptdarstellerin (Anne Reid)

Cinemanila International Film Festival 2004
- nominiert als bester Film

Europäischer Filmpreis 2003
Nominiert in den Kategorien
- Beste Hauptdarstellerin (Anne Reid)
- Bestes Drehbuch

Europäischer Filmpreis 2004
Nominiert in den Kategorien
- Publikumspreis – Bester Darsteller (Daniel Craig)
- Publikumspreis – Beste Darstellerin (Anne Reid)

London Critics Circle Film Awards 2004
- Beste britische Hauptdarstellerin des Jahres (Anne Reid)

Internationales Filmfestival Shanghai 2005
- nominiert als bester Film